# سلسلة جبال عمرو
سلسلة جبال عمرو أو جبال عمرو أو جبل عمرو أو (نقحرة: سييرا دي جافالامبر) (بالأراغونية: Sierra de Chabalambre)‏  هو 29 كيلومتر (18 ميل) سلسلة جبال طويلة في منطقة بلنسية إسبانيا.